# Psammisia pauciflora
Psammisia pauciflora là một loài thực vật có hoa trong họ Thạch nam. Loài này được Griseb. ex A.C. Sm. miêu tả khoa học đầu tiên năm 1932.